# アンカラ75年競馬場
アンカラ75年競馬場（アンカラななじゅうごねんけいばじょう、トルコ語: Ankara 75.Yıl Hipodromu アンカラ・イェットミシュ・ベシンジ・ユル・ヒポドロム）は、トルコ・アンカラにある競馬場。イスタンブールのヴェリエフェンディ競馬場に並ぶ規模を持ち、トルコ共和国建国記念日の10月29日にトルコで最も格式の高いアラブ（純血アラブ）競走の共和国賞と、トルコのサラブレッド競走のG1（国内G1）戦線を締めくくる大統領賞が開催される。
競馬場名に含まれる「75. yıl (yetmiş beşinci yıl)」は「75番目の年（75周年）」を意味し、開設された1998年がトルコ共和国建国（共和制宣言）の75周年記念であることにちなんで命名された。運営者であるトルコジョッキークラブの英語版ホームページや『国際セリ名簿基準書』では競馬場名を意訳しないで「Ankara 75. Yıl Racecourse」と表記されており、しばしばこれをそのままローマ字読みしたアンカラ75イル競馬場という名称で紹介される。

## 歴史

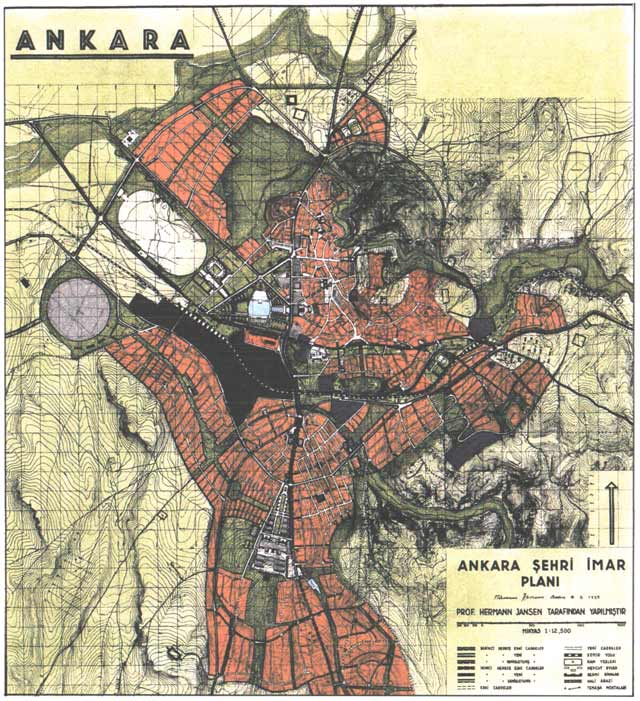
1932年のアンカラ都市計画図。北西の楕円がアンカラ競馬場。

1920年、トルコ独立戦争（トルコ革命）で連合国と戦っていたアンカラ政府が、国民の士気を高めるためにアンカラで競馬を開始した。当初のコースはアンカラ駅の近くのタンドアン広場に設けられた一周1600メートルで、1927年から競馬の開催を命じた初代大統領ケマル・アタテュルクの称号にちなんだトルコ競馬最大の競走ガジ賞（ガジダービー）が施行された。
1932年、同じくアンカラ駅の近くに競馬場を含む近代的なスポーツ複合施設の建設が決められ、1936年にアンカラ競馬場（Ankara Şehir Hipodromu）が竣工した。このスポーツ複合施設はアンカラ5月19日スタジアムを含むもので、アンカラ競馬場はスタジアムの隣接地にあった。
1968年、ガジ賞の開催地がイスタンブール・ヴェリエフェンディ競馬場に移転した。
1970年代にアタテュルクの生誕100年（1981年）を記念してアンカラ競馬場を再開発してアタテュルク文化センターを建設する計画が決まり、旧アンカラ競馬場での競馬開催は1979年に休止された。国家行事開催のための周回路として残されていたアタテュルク文化センター周辺の旧コースは、2021年に再開発されて首都国民公園（Başkent Millet Bahçesi）となっている。
新しいアンカラ競馬場はアンカラ北西部のイェニマハッレに建設され、1998年に開場した。

## コース
右回り。未開発の郊外に開場したためゆったりしたコースとなっており、2本の直線がほぼ等距離の均等な形状をしている。外側が1周2200mの芝コース、内側が1周2056mのダートコースで、いずれの全周もトルコの競馬場で最大。

## 設備
開場が新しく、充実した施設を有する。5階建ての大型スタンド（収容定員8700人）、パドック、102m2の大型LCDディスプレイを備える。スタンドにはホールやレストランのほか、建国記念日の競走開催に当たって大統領ほかの来賓を迎えるため、大統領室や外交使節室が設けられている。
敷地面積は約140万平方メートルあり、場内には1442頭分の馬房、競走馬診療所などがあるほか、子ども向けのポニー乗馬クラブ、2か所のキッズプレイガーデン、アスレチック広場、陸上競技トラック、カフェテリアやビュッフェ、ピクニックエリアがあり、2500台収容可能な駐車場の一角にゴーカートコースが設けられている。

## 主な競走
2025年の年間レーシングプログラムによる。

### サラブレッド競走
| 開催月   | 競走名                                                          | 馬場・距離 | 出走条件          |
| -------- | --------------------------------------------------------------- | ---------- | ----------------- |
| 8月中旬  | カライェル賞 Karayel Koşusu                                     | 芝1300m    | 2歳               |
| 8月中旬  | 黒海賞 Karadeniz Koşusu                                         | 芝1600m    | 3歳以上牝         |
| 9月中旬  | イュルドゥルム・バヤズィト賞 Yıldırım Bayezid Koşusu            | ダ2200m    | 3歳以上           |
| 9月下旬  | アンカラ賞 Ankara Koşusu （トルコセントレジャー）               | 芝2800m    | 3歳内国産牡牝     |
| 9月下旬  | スラト賞 Sürat Koşusu                                           | 芝1000m    | 2歳以上           |
| 10月下旬 | アンカラ城賞 Ankara Kalesi Koşusu                               | ダ1500m    | 3歳以上           |
| 11月上旬 | トルコ大統領賞 Cumhurbaşkanlığı Koşusu （プレジデンシーカップ） | 芝2400m    | 3歳以上内国産牡牝 |

### アラブ競走
| 開催月   | 競走名                                                 | 馬場・距離 | 出走条件    |
| -------- | ------------------------------------------------------ | ---------- | ----------- |
| 5月上旬  | トルコ大国民議会賞 Türkiye Büyük Millet Meclisi Koşusu | 芝1600m    | 4歳以上牡牝 |
| 5月下旬  | 農業森林省賞 Tarım ve Orman Bakanlığı                  | 芝2400m    | 4歳以上牡牝 |
| 7月中旬  | 高等裁決委員会賞 Yüksek Komiserler Kurulu Koşusu       | ダ2100m    | 4歳以上     |
| 10月上旬 | トルコ国軍賞 Türk Silahlı Kuvvetleri Koşusu            | ダ1500m    | 4歳以上     |
| 10月中旬 | ハララル賞 Haralar Koşusu                              | ダ1400m    | 3歳         |
| 11月上旬 | トルコ共和国賞 Cumhuriyet Koşusu                       | 芝1600m    | 3歳以上牡牝 |

## アクセス
- エセンボーア国際空港
  - 車で35分[1]
- タクシー
  - アンカラ市街から20分[1]
- 地下鉄M1号線（Metro M1）
  - バトゥケント駅（Batıkent）下車、市営バス（EGO）245、547、548、549、550、551、552、553、554各線に乗り換え[11]